# سكوت سيمز (كرة سلة)
سكوت سيمز (بالإنجليزية: Scott Sims)‏ مواليد 18 أبريل 1955 في كيركفيل، هو لاعب كرة سلة أمريكي معتزل. تم اختياره من قبل فريق سان أنطونيو سبرز خلال الدرافت. حمل الرقم 20. يبلغ طوله 6 قدم 1 بوصة (1.9 م).

## روابط خارجية
- سكوت سيمز على موقع إن بي أي (الإنجليزية)
- سكوت سيمز على موقع سبورتس رفرنس (الإنجليزية)
- سكوت سيمز على موقع كلية كرة السلة في سبورتس رفرنس.كوم (الإنجليزية)
- سكوت سيمز على موقع ريلجم (الإنجليزية)
- سكوت سيمز على موقع بروبوليرز (الإنجليزية)